# وایتفیلد، شهرستان سانتا امرسون، فلوریدا
وایتفیلد (به انگلیسی: Whitfield) یک منطقهٔ مسکونی در ایالات متحده آمریکا است که در فلوریدا واقع شده‌است. وایتفیلد ۲۹۵ نفر جمعیت دارد و ۶۷٫۹۷ متر بالاتر از سطح دریا واقع شده‌است.